# 法尔塞斯
法尔塞斯（西班牙語：Falces）是西班牙纳瓦拉的一个市镇。总面积115平方公里，总人口2507人（2001年），人口密度22人/平方公里。